# József Kiss
József Kiss, född 30 november 1843, död 31 december 1921, var en ungersk författare av judisk börd.
Kiss var först skollärare och levde under ganska små omständigheter, vilket kommer till uttryck i hans diktning. Senare övergick Kiss till att arbeta som journalist. Han har gärna judiska motiv i sin lyrik, men hans diktning var i övrigt typisk ungersk. Bland has första mera uppmärksammade verk märks Judith Simon (1875). Under åren utgav han en mängd diktsamlingar, varav en del med sociala motiv. I svensk översättning har utgetts Gnomen (1922).